# 澳洲聖公會
澳洲聖公會是一個基督教教會，是普世聖公宗團契的一員。在1981年未改名以前，名叫在澳洲英格蘭教會。它是仅次于天主教的澳洲第二大教會，有3881000名信徒。

## 教省

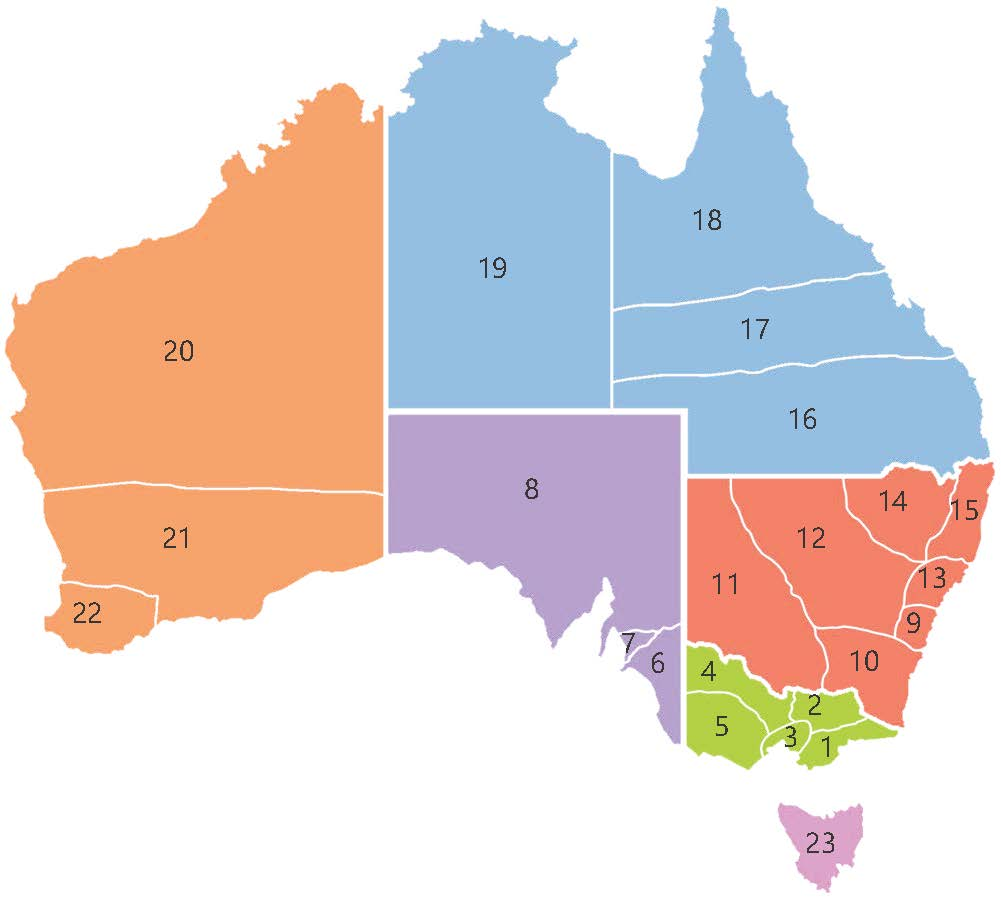
澳洲聖公會教省
新南威爾士教省
昆士蘭教省
南澳大利亞教省
維多利亞教省
西澳大利亞教省
塔斯曼尼亞教區

澳洲聖公會分為5個教省，牧養全澳23個教區。包括：
- 新南威爾士教省
- 昆士蘭教省
- 南澳大利亞教省
- 維多利亞教省
- 西澳大利亞教省

以及不屬以上教省的塔斯曼尼亞教區。

## 外部連結
- 澳洲聖公會 （页面存档备份，存于） 官方网站